# Мыкола Вересень
Мыко́ла Вересень (настоящее имя Никола́й Константи́нович Сы́тник; 5 января 1960, Киев) — украинский журналист, общественный деятель и политический деятель, актёр, известен как ведущий программы «Табу» на канале 1+1.

## Образование и домедийная работа
Образование: Киевский университет им. Тараса Шевченко, исторический факультет (1977—1983).
- 1976 — археолог-реставратор исторического заповедника «Херсонес», Институт археологии АН УССР;
- 1979—1980 — моряк дальнего плавания (научно-исследовательские суда АН УССР «Михаил Ломоносов» и «Академик Вернадский»)|  | В разделе не хватает ссылок на источники (см. рекомендации по поиску). Информация должна быть проверяема, иначе она может быть удалена. Вы можете отредактировать статью, добавив ссылки на авторитетные источники в виде сносок. (9 июня 2017) |
- 1983—1990 — преподаватель истории, Киевское педагогическое училище № 1.
- 1987—1990 — аспирант Института истории Украины АН УССР.

## Журналистика и телевидение
- 1990 — стажировка в Би-Би-Си (BBC), Лондон.
- 1989—2001 — корреспондент русской редакции, Всемирная служба Би-Би-Си (BBC).
- 1992—1999 — корреспондент украинской редакции, Всемирная служба Би-Би-Си (BBC).
- 1994 — вице-президент Украинского медиа-клуба.
- 1994—1995 — сделал несколько репортажей для информационно-аналитической телепрограммы «Послесловие» Александра Ткаченко (телекомпания «Нова мова»).
- 1995—1996 — ведущий телепрограммы «Окна в мир», ММЦ Интерньюз.
- 1996—1997 — автор и ведущий программы «Телемания», Студия «1+1».
- 1997—2001 — автор и ведущий программ «Табу», «Без табу», «Особый взгляд», заместитель генерального продюсера, Студия «1+1».
- 1998 — куратор проекта создания газеты «Столичные новости».
- 1998 — автор и ведущий цикла «5 на 5» (ток-шоу кандидатов в ВР Украины от партий и блоков).
- 2001 — основатель общественной журналистской организации «Хартия-4», член Комиссии по журналистской этике.
- 2004 — ведущий «5 канала».
- 2004 — мастер курса «Ведущий телепрограмм» в Университете театрального искусства им. Карпенко-Карого, работает на Общественном радио, в экспертном совете IREX.
- 2005 — ведущий программы «21 сентября» телеканала К1.
- 2006 — съемки в фильме Las Meninas, (режиссёр Игорь Подольчак, Украина, 2008).
- 2007—2008 — ведущий «Без сантиментов — разговор с Мыколой Вереснем» («Ток-шоу Мыколы Вересня»; совместный проект УНИАН, телеканала «Сити» и радиостанции «106 FM»).
- 2007 — пишет для журнала Telecity
- 2008 — ведущий программы «Предупреждение» на «Первом национальном».
- С 2011 — ведущий ток-шоу «Без границ» на Радио ЭРА-FM.
- С 2012 — преподаватель в Институте кино и телевидения Киевского национального университета культуры и искусств.
- С 2012 — ведущий обновленного «Табу» на канале 1+1.
- с 2014-2015 ведущий на канале Эспрессо TV
- C 2015 — ведущий на Радио Вести
- с 22 мая 2017 года по 5 августа 2017 года — ведущий ток-шоу на телеканале NewsOne[1]
- С 2017 по май 2021 года (перестал выходить в эфир в марте 2021 года) — ведущий на телеканале Прямой. Руководство объясняло увольнение низкими рейтингами, сам он связывал случившееся с указанием владельца канала Петра Порошенко.[2]
- С сентября 2021 года - ведущий передачи «Вересень» на телеканале Апостроф-ТВ
- c 2022-ведущий на канале Эспрессо TV

Автор книг «Табу» и «Без табу о „Без табу“» (со Светланой Пыркало и Татьяной Ворожко). Академик Национальной телеакадемии Украины (1998).

## Награды и отличия
- 1997 — приз «Золотая Эра» за ток-шоу «Табу» (Национальная телекомпания Украины).
- 1997 — премия «Всенародное признание» (Всеукраинский фестиваль журналистики).
- 1998 — премия «Журналист года» (Общенациональная программа «Человек года»).
- 1998 — лауреат международной премии «За содействие свободе слова им. Василия Стуса».
- 2005 — Международная награда «Свобода прессы» Канадской организации журналистов за свободу слова (Canadian Journalists for Free Expression) за деятельность на 5-м канале во время Оранжевой революции.

## Политическая деятельность
На выборах в Верховную Раду Украины 2002 года кандидат в народные депутаты от блока «Команда озимого поколения», № 3 в списке.

## Актёр

### Фильмография
1. 2008 — Las Meninas — Отец

### Театральные работы
1. 2011 — «Павлик Морозов. Эпическая трагедия» Леся Подервянского; режиссёр Андрей Критенко — генерал Власов[3][4]
2. 2012 — «Сны Василисы Егоровны» Леся Подервянского; режиссёр Андрей Критенко — Адам Жоржович[5]

## Участие в кинофестивалях

### 2009
- COMPETITION — Trieste Film Festival, Italy
- 32nd Göteborg International Film Festival. (недоступная ссылка) Sweden
- COMPETITION — Mediawave Festival. Венгрия

### 2008
- TIGER AWARDS COMPETITION — 37th Rotterdam International Film Festival, Netherlands (недоступная ссылка)
- Goeast — 8th Festival of Central and Eastern European Film, Wiesbaden, Germany
- FIPRESCI COMPETITION — 7th Transilvania International Film Festival, Romania
- 9th Seoul International Film Festival, South Korea
- 30th Moscow International Film Festival, Russia
- EASTERN PANORAMA COMPETITION — 16th Artfilm International Film Festival, Slovakia
- 36th La Rochelle International Film Festival, France
- 43rd Karlovy Vary International Film Festival, Czech Republic Архивировано 4 декабря 2012 года.
- INTERNATIONAL COMPETITION — 8th International Film Festival Era New Horizons, Wroclaw, Poland
- COMPETITION «CINEMA WITHOUT A FILM» Open Film Festival «Kinoshock», Anapa, Russia
- 17th St.George Bank Brisbane IFF, Australia
- FEATURES COMPETITION — Split International Film Festival, Croatia (недоступная ссылка)
- 14th Athens International Film Festival, Greece
- 28th Cambridge Film Festival, UK
- XXV Festival De Cine De Bogotá, Colombia
- NEW FILMMAKERS COMPETITION — 32th Mostra Internacional De Cinema Sao Pãulo, Brazil
- COMPETITION — l’Alternativa. 15th Barcelona Independent Film Festival, Испания
- Tallinn Black Nights IFF, Estonia
- Santa Fe Film Festival, USA

## Семья
Отец Константин Сытник (1926—2017) — академик НАН Украины, вице-президент НАНУ, директор Института ботаники им. Н. Г. Холодного НАНУ, член ЦК КПУ (1982—1990), председатель Верховного Совета Украинской ССР, народный депутат Украины; жена Александра (1960) — преподаватель; дочь Александра (1981); дочь Романа (1999).